# Hradište (Malá Fatra)
Hradište (677 m n. m.) je vrchol v Malé Fatře v okrese Martin na Slovensku. Vrch se nachází mimo hlavního hřebene pohoří, je vysunutý směrem do Turčianské kotliny asi 2 km západně od centra města Vrútky. V masivu kopce lze nalézt malá ložiska uhlí, na vrcholu jsou navršené valy někdejšího hradiště.

## Historie
Vrchol, jak již napovídá i jeho název, byl osídlen již velmi dlouhou dobu. První osídlení se podle keramiky nalezené v hlíně, kterou vykopali nelegální hledači pokladů, datuje do období lidu Lužické kultury. Z tohoto období pochází i poklad železných jehlic, nalezený při stavbě cesty na Martinské hole. Potom Hradište na čas zpustlo, aby bylo opět osídleno ve středověku, jako hrádek, pravděpodobně s kolovým opevněním a jednou věží. Když byl opuštěn tento hrádek, osídlení se sem už nikdy nevrátilo. Dnes lze vidět jen zbytky bývalých valů a navršený kopec, na kterém pravděpodobně stála věž. Archeologický výzkum zde zatím neproběhl.

## Přístup
Nejlehčí přístup je po  zelené turistické značce vedoucí od ATC Turiec.